# Permira

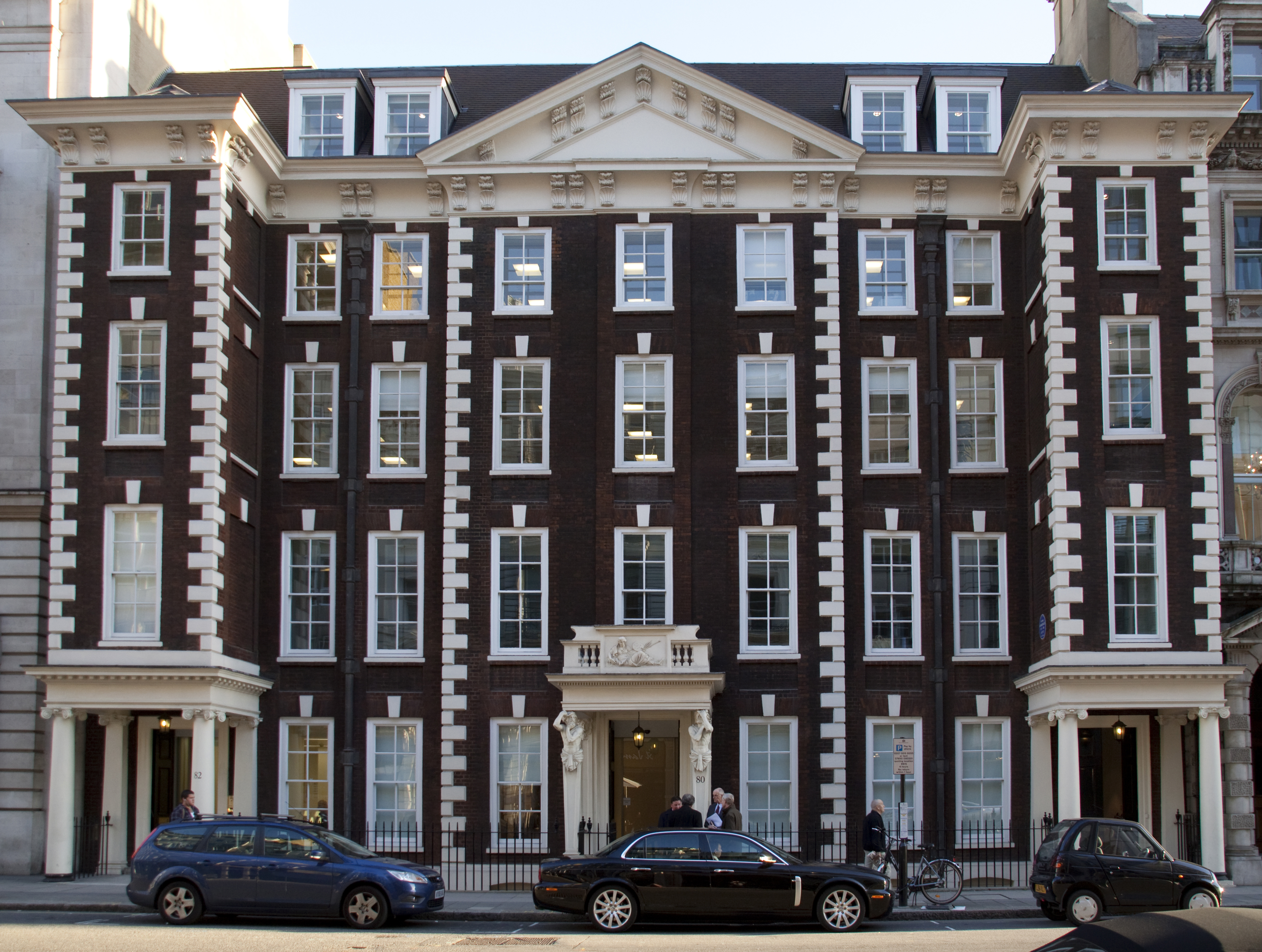
Permira-Firmenzentrale in London

Permira (zuvor Schroder Ventures) ist eine globale Beteiligungsgesellschaft mit Hauptsitz in London. Die DACH-Zentrale befindet sich in Frankfurt am Main.
Permira stellt privates Beteiligungskapital (Private Equity) und Fremdfinanzierungen für das Wachstum von Unternehmen zur Verfügung. Dabei konzentriert sich Permira auf den Technologie-, Konsumgüter-, Dienstleistungs- und Gesundheitssektor. Das Unternehmen ist als Partnerschaft organisiert und berät Fonds mit einem Vermögen von über 60 Milliarden Euro (Assets under management).

## Geschichte
In den 1980er-Jahren entwickelte J. Henry Schroder Wagg ein Konzept für Private-Equity-Fonds zur Finanzierung von Management-Buy-outs. Die Fonds waren in mehreren europäischen Ländern aktiv und rechtlich unabhängig, traten aber gemeinsam als Schroder Ventures auf. Zum Chairman der Sparte wurde Nicholas Ferguson berufen. Der 1986 gestartete Schroders-Fond war der erste Private-Equity-Fonds in Deutschland.
1996 schlossen sich Mitarbeiter von Schroder Ventures aus Deutschland, Frankreich, Italien und dem Vereinigten Königreich in einem neuen Unternehmen zusammen. Dieses verwendete zunächst den Namen Schroder Ventures Europe und wurde 2001 in Permira umbenannt, um die Trennung von J. Henry Schroder Wagg zu dokumentieren. Vorausgegangen waren der Start der Investmentfonds Permira Europe I und Permira Europe II.
In den 1990er- und 2000er-Jahren stieg Permira zur größten europäischen Beteiligungsgesellschaft auf. In Deutschland hatten Permira-Fonds unter anderem in die Autozulieferer Grammer und Kiekert sowie das Chemieunternehmen Cognis, eine ehemalige Henkel-Tochtergesellschaft, investiert. Einer breiten Öffentlichkeit wurde Permira mit den Übernahmen des Fernsehsenders Premiere und des Brillenherstellers Rodenstock in den Jahren 2003/2004 bekannt.
2002 eröffnete Permira seine erste US-amerikanische Niederlassung in New York City. Außerdem baute das Unternehmen 2008 seine Präsenz in China und Japan auf. Heute ist Permira mit 16 Büros in den wichtigsten Finanz- und Wirtschaftszentren in Europa, den Vereinigten Staaten und Asien vertreten.

## Unternehmensstruktur
Zu Permira gehören diverse Einheiten in mehreren Ländern weltweit. Als Dachgesellschaft dient die britische Permira Holdings Limited. Sie bildet in ihrem Jahresabschluss den größten Konsolidierungskreis des Unternehmens ab. Es handelt sich um eine Kapitalgesellschaft mit Satzungssitz in Saint Peter Port auf der Kanalinsel Guernsey.
Permira ist als Partnerschaft organisiert, befindet sich also im Besitz seiner führenden Mitarbeiter. Diese sind unternehmerisch tätig und haben unmittelbar Anteil am Erfolg. Weltweit steht Kurt Björklund (Managing Partner) an der Spitze. Das operative Geschäft von Permira in Deutschland, Österreich und der Schweiz verantwortet Florian Kreuzer (Head of DACH). Jörg Rockenhäuser ist der Chairman für die Region.

## Geschäftstätigkeit
Permira berät Private-Equity-Fonds und entwickelte andere Finanzierungslösungen. Diese stellen Unternehmen privates Beteiligungskapital (Buyout / Growth Capital) oder Fremdfinanzierungen (Debt / Credit) zur Verfügung. Ziel ist es, ihre Weiterentwicklung zu unterstützen und so den Unternehmenswert langfristig zu steigern. Das investierte Kapital stammt von institutionellen Anlegern, darunter Großbanken, Versicherungen, Pensionsfonds, unabhängige Vermögensverwalter und vermögenden Privatpersonen.

## Beteiligungen (Auswahl)
Seit der Gründung haben Permiras Private-Equity-Fonds in über 300 Unternehmen investiert. Derzeit (Stand: Juli 2022) umfasst ihr Portfolio 71 Unternehmen, davon ein signifikanter Teil im Technologiesektor. Mehr als die Hälfte hat ihren Sitz in Europa. In Deutschland sind es unter anderem BestSecret, Engel & Völkers, Flixmobility und TeamViewer.
- Adevinta
- AllTrails
- BestSecret
- CABB Group
- Clearwater Analytics
- Dr. Martens
- Engel & Völkers
- Flixmobility
- Golden Goose
- Hugo Boss
- Lowell
- McAfee
- Mimecast
- Neuraxpharm
- TeamViewer

## Engagement
2017 gründete das Unternehmen die Permira Foundation, eine unabhängige gemeinnützige Stiftung. Sie konzentriert sich in erster Linie auf Bereiche wie soziale Eingliederung, Armutsprävention und Armutsbekämpfung, Förderung und Erhaltung der Gesundheit und Förderung der Bildung und Berufslaufbahn junger Menschen. Die Permira Foundation wird primär durch die Partner des Unternehmens finanziert.

## Kritik
Vor dem Hintergrund der Heuschreckendebatte veröffentlichte der Stern 2005 eine Liste mit den „Namen der Heuschrecken“, zu denen auch Permira zählte. Dem Unternehmen und anderen wurde pauschal vorgeworfen, durch überzogene Erwartungen an ihre Rendite die soziale Marktwirtschaft und Arbeitsplätze in Deutschland zu gefährden.
2008/2010 geriet Permira als Aktionär von Hugo Boss und ProSiebenSat.1 in die Kritik. Anlass war in beiden Fällen die Forderung nach Sonderdividenden. Bei Hugo Boss trug dies zum Rücktritt des Vorstandsvorsitzenden bei, im Fall von ProSiebenSat.1 führte es zu Protest von Kleinaktionären.